# Compagnonaggio
Il compagnonaggio è un movimento che deriva dalle antiche corporazioni di mestiere. Diffuso soprattutto in Francia, in Germania, ma anche in Belgio e nei Paesi scandinavi, questo movimento ha il suo maggiore sviluppo nel XVIII secolo. Con il nome compagnoni venivano descritti appartenenti a vari mestieri, fra cui i tagliatori di pietre, i carpentieri, gli scultori e in genere, tutti i Maestri d'Opera. Il Compagnonaggio è, dunque, il movimento che riunisce in sé tali antichi mestieri.
Il suo simbolo, che ricorda l'emblema della Libera Muratoria, è quello della cazzuola sormontata da squadra e compasso intrecciati . L'apprendimento dell'Arte da maestro ad allievo era svolto tradizionalmente, con il sistema “da bocca a orecchio”. Numerosi nel Compagnonaggio, i richiami ad una conoscenza iniziatica ed esoterica.